# بيتر بولي
بيتر بولي (بالفرنسية: Peter Pouly)‏ مواليد 29 يونيو 1977 في سانت إتيان، فرنسا، هو دراج فرنسي.

## روابط خارجية
- بيتر بولي على موقع الاتحاد الدولي للدراجات (الإنجليزية)
- بيتر بولي على موقع أرشيف الدراجات (الإنجليزية)
- بيتر بولي على موقع إحصائيات الدراجات الإحترافية (الإنجليزية)
- بيتر بولي على موقع نسبة الدراجات (الإنجليزية)
- لمحة عن بيتر بولي  على موقع ProCyclingStats  -  (برو  سايكلنج  ستاتس) - إحصاءات  محترفي  الدراجات.